# Keskenyorrú majmok
A főemlősök rendjébe tartozó keskenyorrú majmok (Catarrhini) nagycsaládját óvilági majmoknak is nevezik, mert az Óvilágban élnek.

## Elterjedésük
A legtöbb fajt Afrika és Ázsia trópusi és szubtrópusi területein találjuk; Európában (Gibraltáron) egy fajuk honos.

## Megjelenésük, felépítésük
Orrsövényük keskeny, orrlyukaik lefelé néznek. Fogófarkuk nincs, arcuk csupasz; minden ujjukon köröm nő. Füljáratukban van dobcsont. 32 foguk van.
A legtöbb faj nőstényei menstruálnak.

## Életmódjuk, élőhelyük
Közös jellemzőjük, hogy csoportokban élnek. A csoport szerkezete fajonként rendkívül különböző: a nőstények hierarchiáját alapvetően az szabja meg, hogy közösen  vagy magányosan (kölykükkel párban) kutatnak-e élelem után. A magányos táplálékszerzés kevésbé biztonságos, a csoportos táplálkozás viszont erősíti a csoporton belüli versengést. A táplálékszerzés módja, a ragadozók elleni összefogás és a környezet kölcsönhatása rendkívül változatos szociális viselkedésformákat alakított ki. A hímek nemcsak a táplálékért, de a nőstényekért is versengenek. A változatos külső körülményekhez alkalmazkodva  egyes fajok csoportjaiban a hím-hím, másokéiban a nőstény-nőstény kapcsolatoké a meghatározó szerep. Ezek között a szélsőségek közt sokféle közbülső csoportszerkezet is kialakult (Csányi 1999, p. 40–41.).

## Rendszertani felosztásuk
Két öregcsaládjuk és három családjuk van:
- Cerkófszerűek (Cercopithecoidea) öregcsaládja
  - Cerkóffélék (Cercopithecidae)
- Emberszerűek (Hominoidea) öregcsaládja
  - Gibbonfélék (Hylobatidae)
  - Emberfélék (Hominidae)

A cerkóffélék fejlődési vonala mintegy 25 millió éve, a földtörténet oligocén időszakában vált el a emberfélékétől és a gibbonfélékétől (e két csoport azóta elveszítette a farkát). E különválás után az emberszerűek közös őse jelenlegi ismereteink szerint a Victoriapithecus lehetett, amelynek számos maradványa került elő a Viktória-tó szigeteiről és környékéről. A három család közös őse a mintegy 30 millió éve élt Aegyptopithecus lehetett.